# Jorge Torino
Jorge Torino (Salta, 5 de febrero de 1786-Salta, 23 de septiembre de 1851) fue un militar patriota que luchó en la guerra gaucha durante la Guerra de Independencia de la Argentina y en la guerra entre la Confederación Argentina y la Confederación Perú-Boliviana.

## Biografía
Jorge Torino de Viana nació en Rosario de Lerma, provincia de Salta, el 5 de febrero de 1786, hijo de José Miguel Torino y de Juana Josefa de Ubierna.
Tras estudiar en el convento de San Francisco de la ciudad de Salta se dedicó al comercio pero iniciada la lucha por la emancipación el 7 de diciembre de 1812 se sumó al Ejército del Norte como cadete de dragones.
Formó en las avanzadas patriotas a las órdenes del comandante Apolinario Saravia en el combate de Sauce Redondo (o de Guachipas) el 24 de marzo de 1814 y fue promovido a subteniente en junio de ese año.
En el parte del comandante Saravia al coronel José de San Martín, por entonces al mando del Ejército del Norte, fechado el 25 de marzo de 1814, recomienda «el valor e intrepidez con que se han comportado mis cadetes don Vicente Torino, don Jorge Torino y don Manuel Gutiérrez».
En 1815 participó de la Tercera expedición auxiliadora al Alto Perú al mando de José Rondeau, asistiendo a las acciones de Puesto del Marqués, Venta y Media y Sipe Sipe.
En 1817 combatió a las órdenes de José Ignacio Gorriti como capitán graduado contra las fuerzas realistas invasoras.
Luchó en el Combate de los Cerrillos, en El Bañado y en Rosario de Lerma, encuentros que hicieron fracasar la Invasión de De la Serna a Jujuy y Salta y lo obligaron a retirarse.
Por su comportamiento mereció figurar con distinción en el parte de Martín Miguel de Güemes y fue reconocido como capitán efectivo de Gauchos de Salta el 27 de agosto de 1817.
Integró las fuerzas que defendieron la ciudad de Salta en junio de 1820 y en abril de 1821 participó bajo el mando del general Gorriti de la campaña de la Quebrada de Humahuaca que culminaría en el Día Grande de Jujuy.
Tras la muerte de Güemes, continuó sirviendo en las fuerzas de la frontera norte y se destacó en el rechazo final de la invasión realista comandada por Pedro Antonio Olañeta. El 26 de septiembre de 1822 fue ascendido a teniente coronel y el 9 de marzo de 1824 fue promovido a coronel y designado comandante del Escuadrón de Rosario de Cerrillos.
Ese mismo año se sumó a la división del general José María Pérez de Urdininea en su campaña al Alto Perú, que finalizó al morir Olañeta en Tumusla.
Consolidada la independencia, Torino permaneció en servicio y se desempeñaba como Comandante general de los Valles Calchaquíes al momento de estallar la guerra con Andrés de Santa Cruz. Luchó en la primera fase de la contienda hasta caer prisionero y sólo fue liberado al finalizar el conflicto, tras lo que continuó sirviendo en las milicias provinciales.
Falleció en Rosario de Lerma el 23 de septiembre de 1851 encontrándose aún en servicio activo. Estaba casado con Agustina Juárez, con quien tuvo 12 hijos. Se lo describe como «de regular estatura, corpulento, de trato cortés, maneras amables, de brío juvenil y de palabra serena, desprovisto de amaneramiento».
Una plazoleta del Parque San Martín en la ciudad de Salta lo recuerda conjuntamente con su hermano, el coronel y guerrero de la independencia Vicente Torino de Viana.